# أوتو شلوتر
أوتو شلوتر (بالألمانية: Otto Schlüter) هو جغرافي ألماني، ولد في 12 نوفمبر 1872 في فيتن في ألمانيا، وتوفي في 12 أكتوبر 1959 في هاله في ألمانيا.